# パレード (山下達郎の曲)
「パレード」は、1994年1月25日に発売された山下達郎通算26作目のシングル。

## 解説
「パレード」は、ナイアガラ・トライアングル（大滝詠一、伊藤銀次、山下達郎）によるオムニバス・アルバム『NIAGARA TRIANGLE Vol.1』収録曲。フジテレビ系『Super Kids Zone ポンキッキーズ』のエンディングテーマ使用を機にシングル・カットされた。“'82リミックス・ヴァージョン”とされているが、実際は吉田保による1986年版リミックスからイントロのピアノ・ソロとエンディングの“お祭りSE”をカットしたものが収録されている。その後、山下のベスト・アルバム『TREASURES』に“おまけ”として笛吹銅次によるニュー・リミックス・ヴァージョンで収録されたほか、ベスト・アルバム『RARITIES』初回盤のみセットのオリジナル・カラオケ・スペシャルCDにはカラオケ・ヴァージョンが収録されたが、イントロの一部とSEがカットされている上、フェイド・アウトが少し早い。2012年リリースのオールタイム・ベスト『OPUS 〜ALL TIME BEST 1975-2012〜』にも本作同様、'82年のリミックス・ヴァージョンが収録された。他に、坂本龍一のアマチュア～プロ・デビュー時代となる1970年代の活動をまとめたCD3枚組のコンピレーション・アルバム『Year Book 1971-1979』にも収録された。
元々は、シュガー・ベイブ時代のレパートリーとして1974年春頃に作られた作品。レコーディングの話が持ち上がった際、大滝からシングル向けの曲を書くように依頼され書いたものの「シングル向きではない」と言われたことから、シュガー・ベイブでは正式にレコーディングされなかった。その後、“捨てておくにはもったいないし、かと言ってシュガー・ベイブのサウンドとしてはもう古い感じなので”としてアルバム『NIAGARA TRIANGLE Vol.1』に山下のソロ作品として収録されたが、オリジナル・アレンジに付いていた大サビが省略されている。山下によれば「もっとも、当時はシングル発売といったって、ヒットなど夢のまた夢という時代だったから、言う方も言われて作る方も、しごく観念的な話でしかなかった」とし、「コタツの中で安物のワインを飲みながら一晩で書いた記憶がある。ギターで曲を作ったから、ああいうビート感が出たのだ」という。1982年、シュガー・ベイブ「DOWN TOWN」が“NIAGARA FOREVER GREEN SERIS”第一弾としてシングル・カットに際しカップリングとして収録されたが、エンディングのアヴァンギャルドな“お祭りSE”がカットされている。
「DOWN TOWN」は、シュガー・ベイブ唯一のアルバム『SONGS』からのシングルカット曲で、オリジナルのシングルではアルバム・ヴァージョンよりモノラルに近いシングル用ミックス。今回のシングルではオリジナル・シングルのマスターが現存しないため、そのオリジナル・シングル・ミックスに限りなく近づけた“オリジナル・シングル・ヴァージョン”での収録となっている。
1974年12月に設立された大瀧の会社“ザ・ナイアガラ・エンタープライズ”の創立20周年を記念して、プロデューサーとして契約しているレコード会社からのみ発売していたナイアガラ・レーベルのカタログを、作品別にその必然性のある会社とライセンス契約を結ぶこととしたのを受け、このシングルはイーストウエスト・ジャパン（当時）からリリースされた。また、“NIAGARA FOREVER GREEN SERIS”第二弾との位置付けから、ディスク表面はグリーン・レーベル仕様になっているが、ナイアガラ・アーティスト番号はない。

## 収録曲
1. パレード / 山下達郎 （'82リミックス・ヴァージョン）  –  (3:57)
  - Words & Music by TATSURO YAMASHITA, Arranger : TATSURO YAMASHITA
  - フジテレビ系『Super Kids Zone ポンキッキーズ』初代エンディングテーマ
2. DOWN TOWN / SUGAR BABE （オリジナル・シングル・ヴァージョン）  –  (4:22)
Words by GINJI ITO, Music by TATSURO YAMASHITA, Arranger : TATSURO YAMASHITA

## レコーディング

### パレード / 山下達郎
| 山下達郎 : | - Electric Guitar, Glocken & - Background Vocal |

| 上原裕 : Drums                         |
| 寺尾次郎 : Electric Bass               |
| 坂本龍一 : Acoustic Piano & Vibe       |
| 吉田美奈子 : Background Vocal          |
| 稲垣次郎Section : Brass & Woodwinds    |
|                                        |
| 笛吹銅次 : Recording & Mixing Engineer |

### DOWN TOWN / SUGAR BABE
| SUGAR BABE |

| 山下達郎 : | - Electric Guitar, Clavinet, - Hammond Organ, Percussion & - Background Vocal |

| 大貫妙子 : Electric Piano & Background Vocal  |
| 村松邦男 : Electric Guitar & Background Vocal |
| 鰐川己久男 : Electric Bass                    |
| 野口明彦 : Drums                              |
|                                               |
| 笛吹銅次 : Recording & Mixing Engineer        |

## リリース日一覧
| 地域 | タイトル             | リリース日    | レーベル                  | 規格          | 品番      | 備考 |
| ---- | -------------------- | ------------- | ------------------------- | ------------- | --------- | --- |
| 日本 | パレード / DOWN TOWN | 1994年1月25日 | NIAGARA ⁄ east west japan | 8cmCDシングル | AMDM-6103 | グリーン・レーベル仕様、外袋に“フジテレビ系「ポンキッキーズ」エンディングテーマ”のステッカーが貼られる。 |

## 収録アルバム

### パレード
| # | アーティスト               | タイトル                         | リリース日     | レーベル                     | 規格        | 品番                                                  | 備考 |
| - | -------------------------- | -------------------------------- | -------------- | ---------------------------- | ----------- | ----------------------------------------------------- | --- |
| 1 | ナイアガラ・トライアングル | NIAGARA TRIANGLE Vol.1           | 1976年3月25日  | NIAGARA ⁄ COLUMBIA           | LP          | LQ-7001-E (NGLP-505,506-NT)                           | |
| 2 | ナイアガラ・トライアングル | NIAGARA TRIANGLE Vol.1           | 1976年5月25日  | NIAGARA ⁄ COLUMBIA           | CT          | CAK-1226-E                                            | アナログLPと同内容 |
| 3 | 山下達郎                   | TATSURO YAMASHITA FROM NIAGARA   | 1980年7月10日  | NIAGARA ⁄ COLUMBIA           | LP          | AX-7269-E (NGLP-523, 524-YT)                          | 大滝詠一非監修作品。「パレード」を含む『NIAGARA TRIANGLE Vol.1』の山下楽曲4曲を収録。                                                        |
| 3 | 山下達郎                   | TATSURO YAMASHITA FROM NIAGARA   | 1980年7月10日  | NIAGARA ⁄ COLUMBIA           | CT          | CAY-1188                                              | - カセット同時発売 - アナログLPと同内容 |
| 4 | 山下達郎                   | TREASURES                        | 1995年11月18日 | MOON ⁄ east west japan       | CD          | AMCM-4240                                             | ムーン・レーベル初のベスト・アルバム。このアルバムのために笛吹銅次が新たにミックス・ダウンを行った、ニュー・リミックス・ヴァージョンを収録。 |
| 4 | 山下達郎                   | TREASURES                        | 1999年6月2日   | MOON ⁄ WARNER MUSIC JAPAN    | CD          | WPCV-10028                                            | 品番改定によるイーストウエスト盤の再発 |
| 5 | 山下達郎                   | RARITIES                         | 2002年10月30日 | MOON ⁄ WARNER MUSIC JAPAN    | CD          | WPC2-10001                                            | 未アルバム化レア音源集。初回盤にセットの『TATSURO YAMASHITA ORIGINAL KARAOKE COLLECTION』に、カラオケ・ヴァージョンを収録。                  |
| 6 | 山下達郎                   | TATSURO FROM NIAGARA             | 2009年3月21日  | NIAGARA ⁄ Sony Music Records | CD          | SRCL 5010                                             | 『TATSURO YAMASHITA FROM NIAGARA』の新装丁によるオフィシャル盤。笛吹銅次による1995年のリミックス・バージョンを収録。                         |
| 7 | 山下達郎                   | OPUS 〜ALL TIME BEST 1975-2012〜 | 2012年9月26日  | MOON ⁄ WARNER MUSIC JAPAN    | - 4CD - 3CD | - WPCL-11201/4【初回限定盤】 - WPCL-11205/7【通常盤】 | オールタイム・ベスト。1982年のリミックス・ヴァージョンを収録。                                                                               |